# قاتل باید دوباره بکشد
قاتل باید دوباره بکشد (انگلیسی: The Killer Must Kill Again) با نامِ اصلیِ قاتل مجبور است دوباره دست به قتل بزند (ایتالیایی: L'assassino è costretto ad uccidere ancora) یک فیلم جالو به کارگردانی لوئیجی کوتسی است که در سال ۱۹۷۵ منتشر شد. این فیلم با نام تاریکی رفیق مرگ است نیز شناخته می‌شود.

## گزیدهٔ بازیگران
- جورج هیلتون
- فمی بنوسی
- کریستینا گالبو
- ادواردو فاخاردو